# Лук каролинский
Лук каролинский или лук многолистный или лук приятный (лат. Allium carolinianum) — вид травянистых растений рода Лук (Allium) семейства Амариллисовые (Amaryllidaceae). Встречается в Западной Сибири, Средней и Южной Азии, произрастает на щебнистых и каменистых склонах в субальпийском и альпийском поясе гор.

## Ботаническое описание
Многолетнее корневищно-луковичное травянистое растение. Луковицы по 1—2 прикреплены к вертикальному корневищу, широкоцилиндро-конические, 1,5—2,5 см толщины, с бурыми кожистыми, цельными наружными оболочками. Стебель мощный, 20—60 см высоты, гладкий, на 1/4—1/2 одетый гладкими влагалищами листьев. Листья в числе 5—7, линейные, до 15 мм ширины, плоские, тупые, обычно серповидно-изогнутые, короче стебля.
Покрывало (чехол) коротко заострённый, равный зонтику. Зонтик шаровидный, реже полушаровидный, густой, многоцветковый, цветоножки равные или до 2 раз длиннее околоцветника. Листочки яйцевидно-колокольчатого околоцветника розовые, с малозаметной жилкой, 5—8 мм длины, тупые. Нити тычинок в 1,5—2 раза длиннее листочков околоцветника, столбик сильно выдается из околоцветника. Коробочка почти в полтора раза короче околоцветника.
2n=16, 32.

## Синонимы
- Allium aitchisonii Boiss. (1882), nom. illeg.
- Allium obtusifolium Klotzsch (1862)
- Allium platyspathum var. falcatum Regel (1875)
- Allium platystylum Regel (1887)
- Allium polyphyllum Kar. & Kir. (1842) — Лук многолистный[1][2]
- Allium polyphyllum var. nudicaule Regel (1887)
- Allium thomsonii Baker (1874)